# منقطع الأنفاس (فلم)
منقطع الأنفاس هو فيلم جريمة ودراما فرنسي من إنتاج عام 1960 كتبه وأخرجه جان لوك غودارد عن مجرم متجول (جان بول بلموندو) وصديقته الأمريكية (جان سيبرغ). كان هذا أول عمل طويل لجودارد ومثّل انطلاقة بلموندو كممثل.
كان منقطع الأنفاس واحدًا من أوائل النماذج على الموجة الفرنسية السينمائية الجديدة (نوفيل فاغ) وأكثرها بروزًا، إلى جانب ذا 400 بلوز من إخراج فرانسوا تروفو وهيروشيما مع حبي من إخراج آلان رينييه، كلا الفيلمين الأخيرين صدرا قبيل عام من منقطع الأنفاس، الذي لفت الأنظار الدولية إلى الأساليب السينمائية الجديدة في السينما الفرنسية. في ذلك الوقت، لفت الفيلم الأنظار بأسلوبه البصري الجريء والذي انطوى على الاستخدام غير التقليدي للقطعات المفاجئة.
صُنع الفيلم بلغات متعددة دون العودة بالفضل إلى الفيلم الأصلي دائمًا. أصدرت نسخة كاملة للفيلم في الذكرى الخمسين لإصداره في الولايات المتحدة. عندما صدر الفيلم لأول مرة في فرنسا، جذب أكثر من مليوني مشاهد.
ميشيل (جان بول بلموندو) هو مجرم شاب وخطير يستعرض نفسه على هيئة شخصية همفري بوجارت. بعد سرقة سيارة في مرسيليا، يطلق ميشيل النار على شرطي كان يتبعه على الطريق الريفي ويقتله. مفلسًا وفارًا من العدالة، يلجأ ميشيل إلى صديقة فرنسية يكنّ لها بعض المشاعر الرومنسية، باتريشيا (جان سيبرغ)، وهي طالبة وصحافية طموحة، تبيع صحيفة «نيويورك هيرالد تريبيون» في شوارع باريس. تخفيه باتريشيا المتناقضة عن غير قصد في شقتها، وهو يحاول إغواءها وتحصيل قرض لتمويل هروبهما إلى إيطاليا في الوقت ذاته. تخبره باتريشيا أنها حامل، وربما بطفله. تعلم أن ميشيل فار من العدالة عندما تأتي الشرطة لاستجوابه. تخونه في نهاية المطاف وتسلمه للشرطة، لكنها تخبره بما اقترفت. يستسلم ميشيل إلى حد ما لفكرة أنه سيقضي عقوبة السجن المؤبد، ولا يحاول الفرار من الشرطة في البداية. تطلق الشرطة النار عليه في الشارع وبعد محاولة طويلة للهروب من الموت، يموت ميشيل منقطع الأنفاس.

## روابط خارجية
- مقالات تستعمل روابط فنية بلا صلة مع ويكي بيانات